# 雙荷子
雙荷子（dyon）是四維理論中同時具有電荷和磁荷的假想粒子。電荷為零的雙荷子通常被稱為磁單極子。許多大統一理論預測磁單極子和雙荷子的存在。
雙荷子最初由朱利安·施溫格於1969年提出，作為夸克的一種現象學替代方案。他將狄拉克量子化條件擴展到雙荷子，並利用該模型預測了具有J/ψ介子性質的粒子。J/ψ介子在五年後的1974年被發現。
雙荷子的允許電荷受到狄拉克量子化條件的限制。特別是，這個條件規定它們的磁荷必須是整數，而它們的電荷必須在模1（modulo 1）的意義下相等。維騰效應（Witten effect）是由愛德華·維騰在1979年的論文中提出的，該效應指出雙荷子的電荷在模1的意義下必須等於它們的磁荷與理論的真空θ角的乘積。特別是，如果一個理論保持CP對稱性，那麼所有雙荷子的電荷都是整數。

## 外部連結
- Chanyal, B. C.; Bisht, P. S.; Negi, O. P. S. . International Journal of Theoretical Physics. 1 March 2010, 49 (6): 1333–1343. Bibcode:2010IJTP...49.1333C. ISSN 0020-7748. S2CID 118377495. arXiv:0910.1451 . doi:10.1007/s10773-010-0314-5.
- Electromagnetic duality for children （页面存档备份，存于），José Figueroa-O'Farrill的講義